# Persone di cognome Perkins
| Questa pagina contiene informazioni ricavate automaticamente dalle voci biografiche con l'ausilio del template Bio e di un bot. L'aggiornamento è periodico e automatico e ricostruisce completamente la pagina. Se manca una persona in questa lista, sei pregato di non aggiungerla, ma accertati piuttosto che la sua voce biografica contenga il template Bio e che i dati anagrafici siano correttamente compilati. Se il template Bio manca, inseriscilo tu stesso o, in alternativa, metti l'avviso {{tmp\|Bio}} che ne segnala la mancanza. Se i dati riportati sono sbagliati, correggi direttamente la voce biografica; le modifiche saranno visibili in questa lista entro pochi giorni. Per chiarimenti vedi il progetto antroponimi. La lista contiene solo le 54 persone che sono citate nell'enciclopedia e per le quali è stato implementato correttamente il template Bio. Pagina aggiornata al 7 ago 2025. |

Questa è una lista di persone presenti nell'enciclopedia che hanno il cognome Perkins, suddivise per attività principale.

## Archeologi(1)
- Phil Perkins, archeologo e etruscologo britannico (Londra, n. 1961)

## Architetti(1)
- Dwight Heald Perkins, architetto e urbanista statunitense (Memphis, n. 1867 - Chicago, † 1941)

## Attori(4)
- John Hawkes, attore statunitense (Alexandria, n. 1959)
- Anthony Perkins, attore, regista e sceneggiatore statunitense (New York, n. 1932 - Los Angeles, † 1992)
- Osgood Perkins, attore statunitense (West Newton, n. 1892 - Washington, † 1937)
- Ron Perkins, attore statunitense (Saint Louis, n. 1961)

## Attrici(5)
- Daniella Perkins, attrice statunitense (Anaheim, n. 2000)
- Elizabeth Perkins, attrice statunitense (New York, n. 1960)
- Emily Perkins, attrice canadese (Vancouver, n. 1977)
- Kathleen Rose Perkins, attrice statunitense (New Baltimore, n. 1974)
- Millie Perkins, attrice statunitense (Passaic, n. 1938)

## Batteristi(1)
- Stephen Perkins, batterista e percussionista statunitense (Los Angeles, n. 1967)

## Calciatori(2)
- David Perkins, ex calciatore inglese (Heysham, n. 1982)
- Troy Perkins, ex calciatore statunitense (Springfield, n. 1981)

## Cantanti(1)
- Carl Perkins, cantante, compositore e chitarrista statunitense (Tiptonville, n. 1932 - Jackson, † 1998)

## Cantautori(1)
- Elvis Perkins, cantautore statunitense (New York, n. 1976)

## Cestiste(1)
- Jia Perkins, ex cestista e allenatrice di pallacanestro statunitense (Granbury, n. 1982)

## Cestisti(6)
- Doron Perkins, ex cestista e allenatore di pallacanestro statunitense (Anchorage, n. 1983)
- Josh Perkins, cestista statunitense (Denver, n. 1995)
- Kendrick Perkins, ex cestista statunitense (Nederland, n. 1984)
- Nick Perkins, cestista statunitense (Saginaw, n. 1996)
- Sam Perkins, ex cestista e allenatore di pallacanestro statunitense (Brooklyn, n. 1961)
- Warren Perkins, cestista statunitense (New Orleans, n. 1924 - New Orleans, † 2014)

## Chitarristi(2)
- Al Perkins, chitarrista statunitense (De Kalb, n. 1944)
- Luther Perkins, chitarrista statunitense (Memphis, n. 1928 - Hendersonville, † 1968)

## Conduttrici televisive(1)
- Sue Perkins, conduttrice televisiva, conduttrice radiofonica e scrittrice britannica (Croydon, n. 1969)

## Editori(1)
- Maxwell Perkins, editore statunitense (New York, n. 1884 - Stamford, † 1947)

## Fotografi(1)
- Lucian Perkins, fotografo statunitense

## Giocatori di football americano(3)
- Bryce Perkins, giocatore di football americano statunitense (Chandler, n. 1996)
- Joshua Perkins, giocatore di football americano statunitense (Carson, n. 1993)
- Ray Perkins, giocatore di football americano e allenatore di football americano statunitense (Petal, n. 1941 - Northport, † 2020)

## Giornaliste(1)
- Alice Perkins, giornalista statunitense

## Imprenditrici(1)
- Rebecca Talbot Perkins, imprenditrice, filantropa e attivista statunitense (Brooklyn, n. 1866 - Brooklyn, † 1956)

## Modelle(1)
- Susan Perkins, modella statunitense (Middletown, n. 1954)

## Nuotatori(1)
- Kieren Perkins, ex nuotatore australiano (Brisbane, n. 1973)

## Nuotatrici(3)
- Alexandria Perkins, nuotatrice australiana (Southport, n. 2000)
- Jamie Perkins, nuotatrice australiana (Gold Coast, n. 2005)
- Brittany Castelluzzo, nuotatrice australiana (n. 2000)

## Pianisti(2)
- Carl Perkins, pianista e compositore statunitense (Indianapolis, n. 1928 - Los Angeles, † 1958)
- Pinetop Perkins, pianista statunitense (Belzoni, n. 1913 - Austin, † 2011)

## Piloti automobilistici(1)
- Larry Perkins, ex pilota automobilistico australiano (Murrayville, n. 1950)

## Pistard(1)
- Shane Perkins, pistard australiano (Melbourne, n. 1986)

## Politiche(1)
- Frances Perkins, politica statunitense (Boston, n. 1880 - New York, † 1965)

## Politici(2)
- George Clement Perkins, politico statunitense (Kennebunkport, n. 1839 - Oakland, † 1923)
- John Perkins, politico e giornalista australiano (Gocup, n. 1878 - Manly, † 1954)

## Predicatori(1)
- William Perkins, predicatore e teologo inglese (Bulkington, n. 1558 - † 1602)

## Pugili(1)
- Eddie Perkins, pugile statunitense (Clarksdale, n. 1937 - Chicago, † 2012)

## Registe(1)
- Rachel Perkins, regista, sceneggiatrice e produttrice cinematografica australiana (Canberra, n. 1970)

## Registi(1)
- Oz Perkins, regista, sceneggiatore e attore statunitense (New York, n. 1974)

## Saggisti(1)
- John Perkins, saggista statunitense (Hanover, n. 1945)

## Sciatori alpini(1)
- Tanner Perkins, sciatore alpino statunitense (n. 2001)

## Tennisti(1)
- Greg Perkins, ex tennista australiano

## Wrestler(1)
- TJP, wrestler statunitense (Los Angeles, n. 1984)

## Zoologi(1)
- Marlin Perkins, zoologo e conduttore televisivo statunitense (Carthage, n. 1905 - Saint Louis, † 1986)